# 35446 Стана
35446 Стана (35446 Stáňa) — астероїд головного поясу, відкритий 6 лютого 1998 року.
Тіссеранів параметр щодо Юпітера — 3,512.